# Ричард Русо
Ричард Русо (на английски: Richard Russo) е американски сценарист и писател на произведения в жанра социална драма документалистика. През 2002 г. получава наградата „Пулицър“ за художествена литература за романа си „Емпайър Фолс“.

## Биография и творчество
Ричард Русо е роден на 15 юли 1949 г. в Джонстаун, щат Ню Йорк, САЩ. Израства в близкия Гловърсвил. В периода 1967 – 1979 г. следва в Университета на Аризона, където получава бакалавърска степен, и докторска степен по философия през 1980 г. от като тема на докторската му дисертация е творчеството на ранния американски писател и историк Чарлз Брокдън Браун. През 1981 г. получава и магистърска степен по изящни изкуства. След дипломирането си преподава художествена литература в катедрата по английски език в Университета на Южен Илинойс в Карбондейл.
Първият му роман „Мохоук“ е издаден през 1986 г. и е семейна драма в малкото градче Мохоук в щата Ню Йорк. Голяма част от творчеството му е полуавтобиографично и се основава на живота му от израстването му в северната част на щата Ню Йорк до времето, когато преподава литература в Колби Колидж, откъдето се пенсионира през 1996 г. След пенсионирането си се посвещава на писателската си кариера.
През 1993 г. е издаден първия му роман „Никой не е глупак“ от едноименната поредица. В забавния роман представя неочаквания просперитет на град в северната част на щата Ню Йорк, дори на най-нещастните негови граждани. През 1994 г. романът е екранизиран във филма „Няма балами“ с участието на Пол Нюман, Брус Уилис и Мелани Грифит.
През 2001 г. е издаден романът му „Емпайър Фолс“. Двайсет години Майл Роби приготвя хамбургери в грил-бар „Емпайър“, но заради работата си няма колежанско образование и самоуважение, а трябва да се грижи за дъщеря си Кристина, да понася все още съпругата си, а и проблемите със собственичката на градчето. Романът описва с хумор, съчувствие, търпение и разбиране, същността на Америка, населена с дребни собственици, работници на надница и занаятчии. Романът получава престижната награда „Пулицър“. През 2005 г. романът е екранизиран в едноименния телевизионен минисериал с участието на Ед Харис, Пол Нюман, Хелън Хънт, др.
Заедно с работата си като автор на книги, заедно с режисьора Робърт Бентън са съавтори на филма от 1998 г. „Здрач“ , с участието на Пол Нюман. Също пише сценария за филма „Ледената реколта“ от 2005 г. и за филма на „Да запазиш тайна“ с участието на Роуън Аткинсън. От 1983 г. е съгрудник на Пенсилванския съвет по изкуства.
Ричард Русо живее със семейството си в Портланд, Мейн.

## Произведения

### Самостоятелни романи
- Mohawk (1986)[1][3][4]
- The Risk Pool (1988)
- Straight Man (1997)
- Empire Falls (2001) – награда „Пулицър“
Емпайър Фолс, изд.: „Сиела“, София (2013), прев. Йордан Костурков
- Bridge of Sighs (2007)
- That Old Cape Magic (2009)
- Chances Are (2019)

### Поредица „Никой не е глупак“ (Nobody's Fool)
1. Nobody's Fool (1993)[1][3][4]
2. Everybody's Fool (2016)
3. Somebody's Fool (2023)

### Новели
- The Mysteries of Linwood Hart (2016)[1]
- Sh*tshow (2019)

### Сборници
- The Whore's Child (2002)[1][4]
- Interventions (2012)
- Trajectory (2017)

### Документалистика
- Elsewhere (2012) – издаден и като On Helwig Street, мемоари[1]
- The Destiny Thief (2018)
- Triage (2022)

### Екранизации
- 1989 Monsters – тв сериал, 1 епизод, по разказ
- 1994 Няма балами, Nobody's Fool – с Пол Нюман, Брус Уилис и Джесика Тенди[4]
- 1998 Здрач, Twilight – Пол Нюман, Сюзън Сарандън и Джийн Хекман
- 2001 The Flamingo Rising – тв филм
- 2003 Нарисувано от съдбата, Brush with Fate – тв филм, с Елън Бърстин, Глен Клоуз и Томас Гибсън
- 2005 Емпайър Фолс, Empire Falls – тв минисериал, 2 епизода, с Пол Нюман, Хелън Хънт, Ед Харис, Филип Сиймор Хофман, Робин Райт, Денис Фарина, Ейдън Куин и Джоан Удуърд
- 2005 The Ice Harvest – сценарист, с Джон Кюсак и Били Боб Торнтън
- 2005 Да запазиш тайна, Keeping Mum – с Роуън Аткинсън, Кристин Скот Томас, Патрик Суейзи и Маги Смит
- 2014 Joy Ride – с Тери Кларк и Брандън Кларк
- 2023 Lucky Hank – тв сериал, 8 епизода, по Straight Man, с Боб Оденкърк, Дийдрик Бейдър и Мирей Енос